# Dacrydium novoguineense
Dacrydium novoguineense là một loài thực vật hạt trần trong họ Thông tre. Loài này được Gibbs miêu tả khoa học đầu tiên năm 1917.